# Viviane Artigalas
Viviane Artigalas, née le 22 octobre 1956, est une femme politique française. Elle est actuellement sénatrice des Hautes-Pyrénées.

## Biographie
Elle est proviseure,.
Viviane Artigalas commence sa carrière politique comme conseillère municipale de Milly-la-Forêt. De 2004 à 2012, elle est l'adjointe du maire d'Arrens-Marsous,, Marcel Fabre. À la suite du décès de ce dernier,,,,,, elle est élue maire en 2012 et est réélue en 2014,,.
Elle est la vice-présidente de la communauté de communes du Val d'Azun de 2008 à 2016. Elle est membre de la communauté de communes Pyrénées Vallées des Gaves en 2017,.
Elle est la présidente de l'Association des maires des Hautes-Pyrénées de 2014 à 2017.
Elle est conseillère régionale de Midi-Pyrénées de 2010,, à 2015. Elle est nommée vice-présidente du conseil régional de Midi-Pyrénées,,,,.
Elle se présente dans le canton d'Aucun lors des cantonales de 2011,,,,, mais elle est battue par Marc Léo,.
Le 24 septembre 2017, elle est élue sénatrice des Hautes-Pyrénées,,,,,,,,. Elle est désignée comme secrétaire de la commission des Affaires économiques.
Elle soutient Ségolène Royal à la présidentielle de 2007.
Le 5 juillet 2012, elle est élue au conseil d'administration du parc national des Pyrénées,.
Jean-Pierre Cazaux lui succède à la tête de la municipalité.